# 云南梧桐
云南梧桐（学名：Firmiana major）为梧桐科梧桐属的植物。分布于中国大陆的四川、云南等地，生长于海拔1,600米至3,000米的地区。